# Chassey-lès-Scey
Chassey-lès-Scey település Franciaországban, Haute-Saône megyében. Lakosainak száma 121 fő (2022. január 1.). Chassey-lès-Scey Chemilly, Bucey-lès-Traves, Ferrières-lès-Scey, Ovanches és Scey-sur-Saône-et-Saint-Albin községekkel határos.

## Népesség
A település népességének változása:
| Lakosok száma | 122  | 131  | 137  | 131  | 128  | 124  | 124  | 123  | 121  |
|               | 2013 | 2015 | 2016 | 2017 | 2018 | 2019 | 2020 | 2021 | 2022 |